# Nerissa und Katherine Bowes-Lyon
Nerissa Jane Irene Bowes-Lyon (geboren am 18. Februar 1919; gestorben am 22. Januar 1986) und Katherine Juliet Bowes-Lyon (geboren am 4. Juli 1926; gestorben am 23. Februar 2014) waren zwei Töchter von John Herbert Bowes-Lyon und dessen Frau Fenella (geb. Hepburn-Stuart-Forbes-Trefusis). John war der Bruder von Elizabeth Bowes-Lyon, der späteren Queen Consort und Queen Mother, so dass die beiden Töchter Cousinen ersten Grades von Königin Elisabeth II. und Prinzessin Margaret waren, mit denen sie sich ein Großelternpaar, Claude Bowes-Lyon, 14. Earl of Strathmore and Kinghorne, und Cecilia Bowes-Lyon Countess of Strathmore and Kinghorne, teilten.

## Leben und Familie
Nerissa und Katherine Bowes-Lyon waren Töchter von John Herbert Bowes-Lyon und Fenella Hepburn-Stuart-Forbes-Trefusis. Ihr Vater, der zweite Sohn von Claude Bowes-Lyon, 14. Earl of Strathmore and Kinghorne, und Cecilia Bowes-Lyon, Countess of Strathmore and Kinghorne, war ein Bruder von Lady Elizabeth Bowes-Lyon, der späteren Mutter von Königin Elisabeth II. Ihre Mutter war die jüngere Tochter von Charles Hepburn-Stuart-Forbes-Trefusis, 21. Baron Clinton. Die beiden hatten drei Schwestern. Ihre ältere Schwester Anne (1917–1980) heiratete später den dänischen Prinzen Georg, einen Sohn von Axel von Dänemark, und wurde so Mitglied der dänischen Königsfamilie; ihre Schwester Diana (1923–1986) war eine Brautjungfer der späteren Königin Elisabeth II.

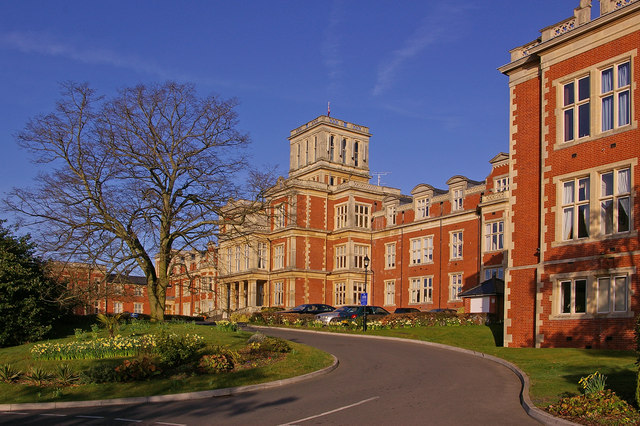
Das ehemalige Gebäude des Royal Earlswood Hospital gut zehn Jahre nach dessen Schließung.

In der 1963 erschienenen Ausgabe des Adelslexikons Burke’s Peerage wurde angegeben, dass Nerissa und Katherine 1940 bzw. 1961 verstorben seien. Diese Angaben fanden sich auch in den folgenden Ausgaben des Lexikons. Erst 1987 wurde durch Boulevardmedien aufgedeckt, dass beide Schwestern 1963 noch gelebt hatten. 1941 waren sie von ihrer leiblichen Familie im Alter von 15 bzw. 22 Jahren in einer Nervenheilanstalt namens Royal Earlswood Hospital in Redhill, Surrey, untergebracht worden. Die Hintergründe der plötzlichen Unterbringung in der Psychiatrie sind unbekannt. Vor 1941 wurden die Schwestern im Wohnsitz ihrer Eltern von Hausangestellten gepflegt.
In der damaligen Terminologie galten Nerissa und Katherine Bowes-Lyon als sogenannte „Schwachsinnige“, keine von ihnen lernte sprechen und ihr mentaler Entwicklungsstand sei wie der eines Kleinkindes gewesen. Die Verwandtschaft der Schwestern, unter anderem ihr mütterlicher Großvater, entrichtete die jährlichen Pflegekosten in Höhe von 125 £ für die Unterbringung im Royal Earlswood Hospital.
Nerissa Bowes-Lyon starb 1986 und wurde in einem nur mit Plastiketiketten und einer Seriennummer markierten Armengrab auf dem Redhill Cemetery bestattet. Erst später erhielt das Grab einen richtigen Grabstein, der eigenen Angaben nach durch den Neffen und die Nichten der beiden Schwestern, Elizabeth Shakerley, Katherine Somervell und Patrick Anson, 5. Earl of Lichfield, finanziert wurde.
Drei geistig behinderte Cousinen der beiden Schwestern lebten ebenfalls im Royal Earlswood Hospital: Idonea Elizabeth Fane (1912–2002), Rosemary Jean Fane (1914–1972) und Etheldreda Flavia Fane (1922–1996). Die drei waren Kinder von Major Henry Nevile Fane und Harriet Hepburn-Stuart-Forbes-Trefusis (1887–1958), einer Schwester von Nerissas und Katherines Mutter Fenella.
Das Royal Earlswood Hospital wurde 1996 geschlossen und Katherine zog mit ihren noch lebenden Cousinen in ein Pflegeheim namens Ketwin House in South Nutfield, das für seine unwürdigen Pflegezustände öffentlich kritisiert und 2001 geschlossen wurde. Katherine Bowes-Lyon kam danach in ein anderes Pflegeheim und starb 2014 im Alter von 87 Jahren. Sie wurde im Familienkreis beigesetzt.

## Gegenwärtige Wahrnehmung
Die medialen Enthüllungen von 1987 fanden statt, nachdem Journalisten das weitgehend anonyme Grab von Nerissa Bowes-Lyon entdeckt hatten. Die Boulevardzeitung The Sun berichtete anschließend, dass die Angaben im Burke’s Peerage falsch seien, dass Katherine und Nerissa Bowes-Lyon mit der Royal Family verwandt seien, Nerissa erst vor kurzem gestorben sei und Katherine noch immer im Pflegeheim lebe. Kurz danach bestätigte das Royal Earlswood Hospital die Berichte. Anschließend sandten zahlreiche Privatpersonen Blumen an Katherine Bowes-Lyon. Neben den medialen Berichten entfalteten sich Spekulationen, ob die Schwestern Opfer einer durch ihre Familie initiierten Vertuschung geworden sein könnten. Vertreter der Familie der beiden Schwestern dementierten das. Gerard Fane-Trefusis, 22. Baron Clinton, ein entfernter Verwandter, sprach in einem Statement davon, dass seine Großtante Fenella, die Mutter der beiden Schwestern, das Formular für Burke’s Peerage wohl falsch ausgefüllt habe, da sie „eine zerstreute Person“ gewesen sei. Elizabeth Shakerley, eine Nichte der beiden Schwestern, kommentierte, Fenella habe selten die Fragebögen vollständig ausgefüllt, wahrscheinlich habe deshalb ein Verlagsmitarbeiter etwas falsch verstanden. Sie verneinte auch Berichte, dass ihre Familie den Kontakt zu den Schwestern abgebrochen habe. Kritiker dieser Einschätzungen bezogen sich auf den Umstand, dass Burke’s Peerage genaue Todesdaten für die beiden Schwestern angegeben hatte. Weitere mediale Spekulationen befassten sich mit einer möglichen genetischen Krankheit in der Familie Hepburn-Stuart-Forbes-Trefusis, die geistige Behinderungen bei weiblichen und einen frühen Tod bei männlichen Mitgliedern bedingt haben soll. Die australische Zeitung The Age zitierte 1987 den profilierten Kinderarzt und Genetikexperten David M. Danks, der zwar grundsätzlich eine Genmutation für möglich hielt, aber „verwirrt“ über einige Details der Krankengeschichte war.
Der damalige Verlagsleiter von Burke’s Peerage, Harold Brooks-Baker, gab in einem Statement an, der Verlag sei von den Berichten „völlig überrascht“. In den nach 1987 veröffentlichten Ausgaben des Lexikons wurden die Angaben in den Einträgen zu den beiden Schwestern korrigiert. Unklar ist, inwiefern die Britische Königsfamilie von der Existenz der beiden Schwestern wusste oder gar an der Unterbringung der Schwestern im Pflegeheim beteiligt war. Die damals regierende Königin Elisabeth II. soll davon ausgegangen sein, dass Nerissa und Katherine Bowes-Lyon gestorben seien. Der Buckingham Palace bestätigte lediglich, dass die Queen die Berichte zur Kenntnis genommen habe, der Sachverhalt sei aber „eine Angelegenheit der Familie Bowes-Lyon“. Das amerikanische Magazin TIME berichtete, Elizabeth, Queen Mum, habe schon 1982 durch einen Brief der Leiterin der Schwesternhilfe des Krankenhauses erfahren, dass die Schwestern noch leben würden. Einen identischen Bericht brachte 1996 der Daily Telegraph. Sie habe danach veranlasst, dass die Schwestern jährlich Geburtstags- und Weihnachtsgeschenke bekommen würden. Sie war auch Patronin der Royal Mencap Society, einer Wohltätigkeitsorganisation für Menschen mit geistigen Behinderungen. Abgesehen davon sorgte das Schicksal der Schwestern in der Zeit nach den Enthüllungen für einen gewissen Medienrummel. Kontrovers diskutiert wurden unter anderem Filmaufnahmen von Katherine Bowes-Lyon, die ein amerikanisches Fernsehteam um Geraldo Rivera heimlich im Pflegeheim erstellt hatte. Ein Reporter der Sun scheiterte bei einem ähnlichen Versuch.

### The Queen’s Hidden Cousins
Unter der Regie von Kelly Close entstand 2011 der Dokumentarfilm The Queen’s Hidden Cousins (deutsch Die versteckten Cousinen der Königin), der durch den britischen TV-Kanal Channel 4 ausgestrahlt wurde. Der Film stützte sich auf Recherchen von Journalisten, die das Pflegepersonal des Royal Earlswood Hospital interviewt hatten. Eine der Pflegenden, die sich in den 1970er Jahren um die Schwestern gekümmert hatte, berichtete, dass diese Erinnerungen an ihre Herkunftsfamilien hatten: „Wenn die Königin oder Queen Mum im Fernsehen zu sehen war, knicksten sie – sehr königlich, sehr tief. Offensichtlich gab es da eine gewisse Art von Erinnerungen.“ Die Dokumentation berichtete darüber, dass die beiden Schwestern weder von ihrer leiblichen Familie noch von der Royal Family regelmäßig besucht worden seien. Selbst der Vater der beiden Schwestern habe sie im Pflegeheim nie besucht. Anschließend wies der Daily Telegraph allerdings darauf hin, dass das auch unmöglich gewesen sei, sei er doch schon 1930 gestorben.
Die Dokumentation brachte die Geschichte der beiden Schwestern nach über zwanzig Jahren zurück in die öffentliche Aufmerksamkeit. Es folgten kontroverse Diskussionen und Fragen, ob die Royal Family sich „herzlos“ gegenüber ihren Verwandten verhalten habe. Berichten zufolge soll Queen Elizabeth von der Dokumentation „verletzt“ gewesen sein, da die Royal Family sich eigentlich doch um die beiden Schwestern gekümmert habe. Auch Elizabeth Shakerley kritisierte die Dokumentation, die „grausam“ und „aufdringlich“ sei und Unwahrheiten verbreite.

### The Crown
In der 2020 erschienenen vierten Staffel der Serie The Crown wurde die Geschichte der beiden Schwestern in der siebenten Episode „Die Erblinie“ behandelt. Darin wurde dargestellt, dass Queen Elizabeths Schwester, Prinzessin Margaret (1930–2002), in den 1980er Jahren von der Existenz der Schwestern Nerissa und Katherine erfahren habe. Fiktiv verfremdet erzählte die Episode vom Leben der beiden Schwestern und vom Umgang der royalen Familie mit ihnen. Die weltweit populäre Serie brachte der Geschichte der Schwestern erneut verstärkte Aufmerksamkeit ein.